# Culturas de los constructores de montículos

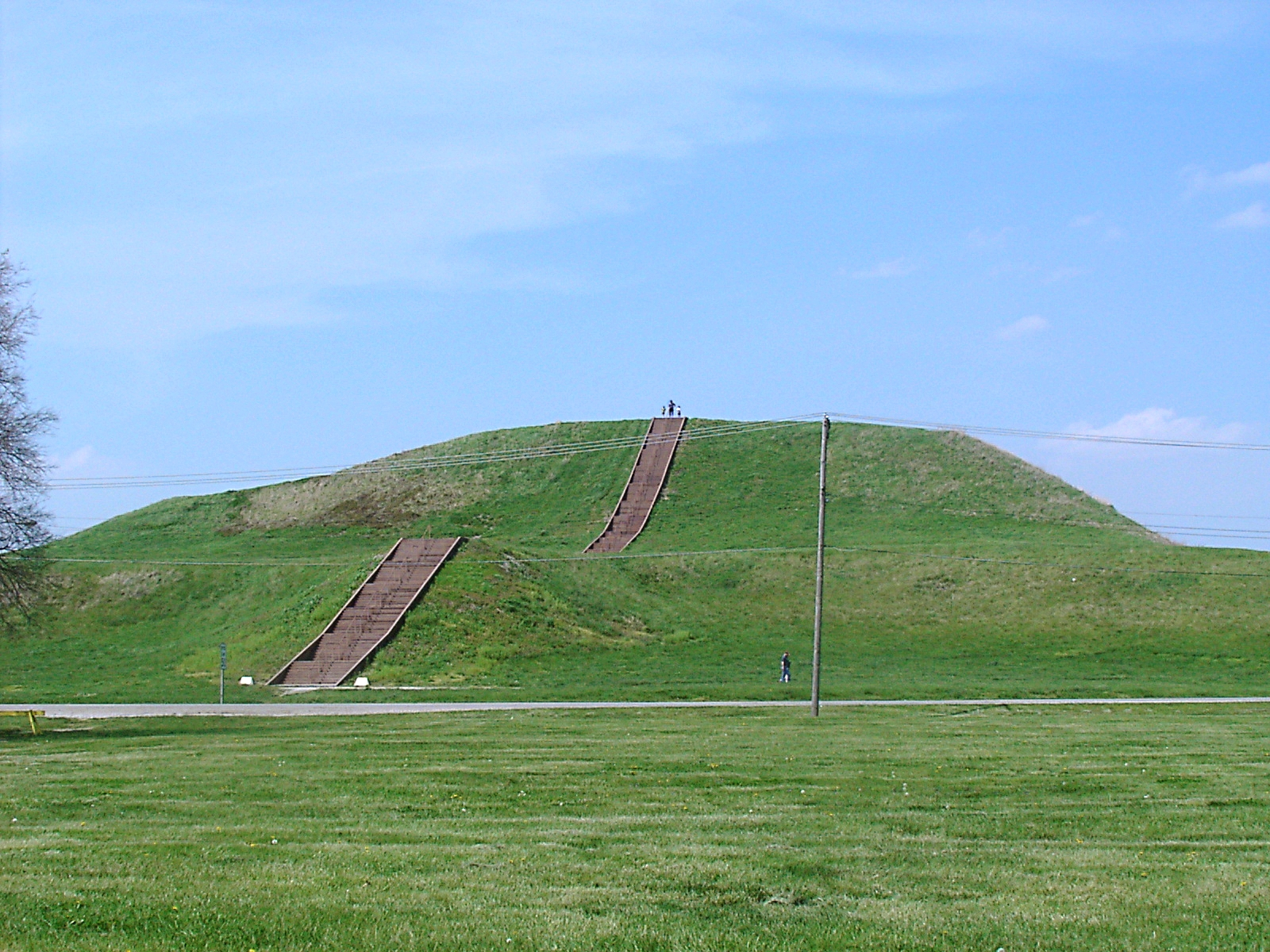
Montículo de los Monjes, en Cahokia (Illinois). Es el mayor montículo precolombino conocido al norte de Mesoamérica.

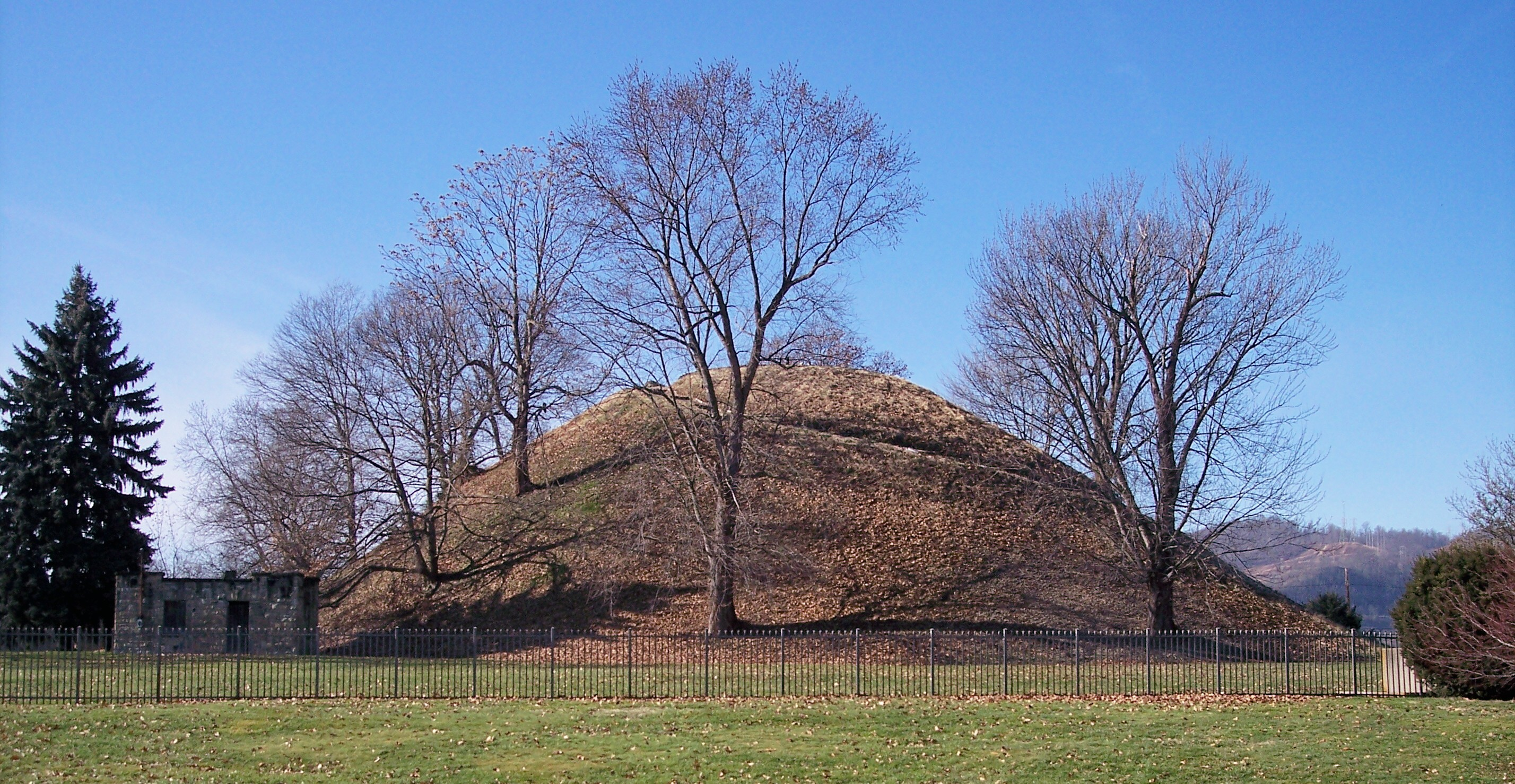
Montículo de Grave Creek, en Moundsville (Virginia Occidental). Pertenece a la cultura adena.

Las culturas de los constructores de montículos son una serie de culturas arqueológicas precolombinas que se desarrollaron en el centro sur y sudeste de los actuales Estados Unidos. Se llama constructores de montículos (Mound Builders) a los portadores de esas culturas que pertenecieron a diferentes grupos étnicos y lingüísticos. Las mayores concentraciones de túmulos se dan en el estado de Ohio, donde se han localizado más de diez mil montículos. Uno de los sitios más representativos de las culturas de los constructores de montículos es Cahokia, en el valle del Misisipi.

## Época y territorio
El conjunto de culturas llamadas colectivamente, en inglés, Mound Builders (Constructores de Montículos) estuvieron conformadas por habitantes prehistóricos de América del Norte, que erigieron diversos estilos de montículos para fines ceremoniales, residenciales o funerarios.
Estas culturas precolombinas incluyen, entre otras, la de Poverty Point, en el periodo arcaico; la Hopewell, la Adena y la cultura de Swift Creek, durante el silvícola; y, finalmente, la misisipiana, ya en los siglos previos a la llegada de los europeos al continente americano. Todo ello, en términos cronológicos, desde aproximadamente 3000 a. C. hasta el siglo xvi.
Ocuparon extensas regiones desde los Grandes Lagos, a lo largo del río Ohio y la cuenca del río Misisipi junto con sus afluentes.  Como un elemento de comparación, desde la construcción del montículo Watson Brake (ca. 3500 a. C.) en el actual estado de Luisiana, posiblemente el más antiguo de los montículos que se han estudiado, los aborígenes de Norteamérica empezaron a levantar sus estructuras de tierra cerca de 1000 años antes de la erección de las pirámides de Egipto.
Desde finales del siglo xix existe un consenso científico de que los montículos fueron construidos por pueblos indígenas de Norteamérica, antecedente humano aunque de culturas previas y no necesariamente las mismas, de las tribus con que se encontraron los colonizadores europeos. Puede afirmarse que muchos de los habitantes de esas regiones, a la llegada de los grupos europeos, no tenían conocimiento de las civilizaciones anteriores que habían construido los montículos. Ha sido el estudio y la investigación recientes, basados en técnicas arqueológicas, antropológicas y etnográficas, lo que ha permitido desarrollar el conocimiento de estas culturas más remotas.

## Culturas y características
Los montículos construidos durante ese largo periodo histórico fueron de muy diversos tamaños y formas, y no pertenecen a una sola cultura en concreto, sino que fueron construidos por diferentes grupos humanos y para distintas funciones. Algunos tuvieron fines funerarios, otros eran defensivos y los hay que fueron la base de centros ceremoniales. Los más antiguos son del II milenio a. C. y estaban hechos de barro y conchas; la fecha más remota registrada para estas construcciones la posee el llamado Poverty Point (Luisiana), que data del 1500 a. C.; por su parte, los montículos más tardíos dejaron de levantarse al mismo tiempo que la llegada de los europeos, en el siglo xvi, casi todos  pertenecientes a la cultura del Misisipi:
- La cultura Adena: se dio en el valle del río Ohio entre el 1000 a. C. y el 200 a. C. Los adena construían montículos funerarios, es decir, túmulos. En ellos, los restos eran depositados en pequeñas cámaras mortuorias de madera, después de haber dejado los cadáveres a merced de los buitres (es lo que suele conocerse como enterramiento secundario y se da en numerosas culturas); el ajuar lo componían figurillas de animales y otros objetos. También levantaron lo que se conoce como montículos-efigie (Effigy Mounds), es decir, con formas concretas. El más famoso es el Montículo de la Serpiente, cuya forma sinuosa de más de 300 metros de longitud, comienza en una espiral y termina con la cabeza en la que parece que hubo un altar.

- La cultura Hopewell (200 a. C.-500 a. C.) es sucesora directa de la cultura Adena, por lo que se parecen bastante, aunque sus montículos son mayores y su cultura material más avanzada y rica. Construyeron enormes túmulos funerarios y montículos-efigie con forma de aves, osos, hombres, etc. Entre los objetos hallados en las inhumaciones destacan las piezas de mica, las de obsidiana, los colmillos de oso y los objetos de cobre martilleado y repujado. También tienen una rica cerámica y figurillas de barro.

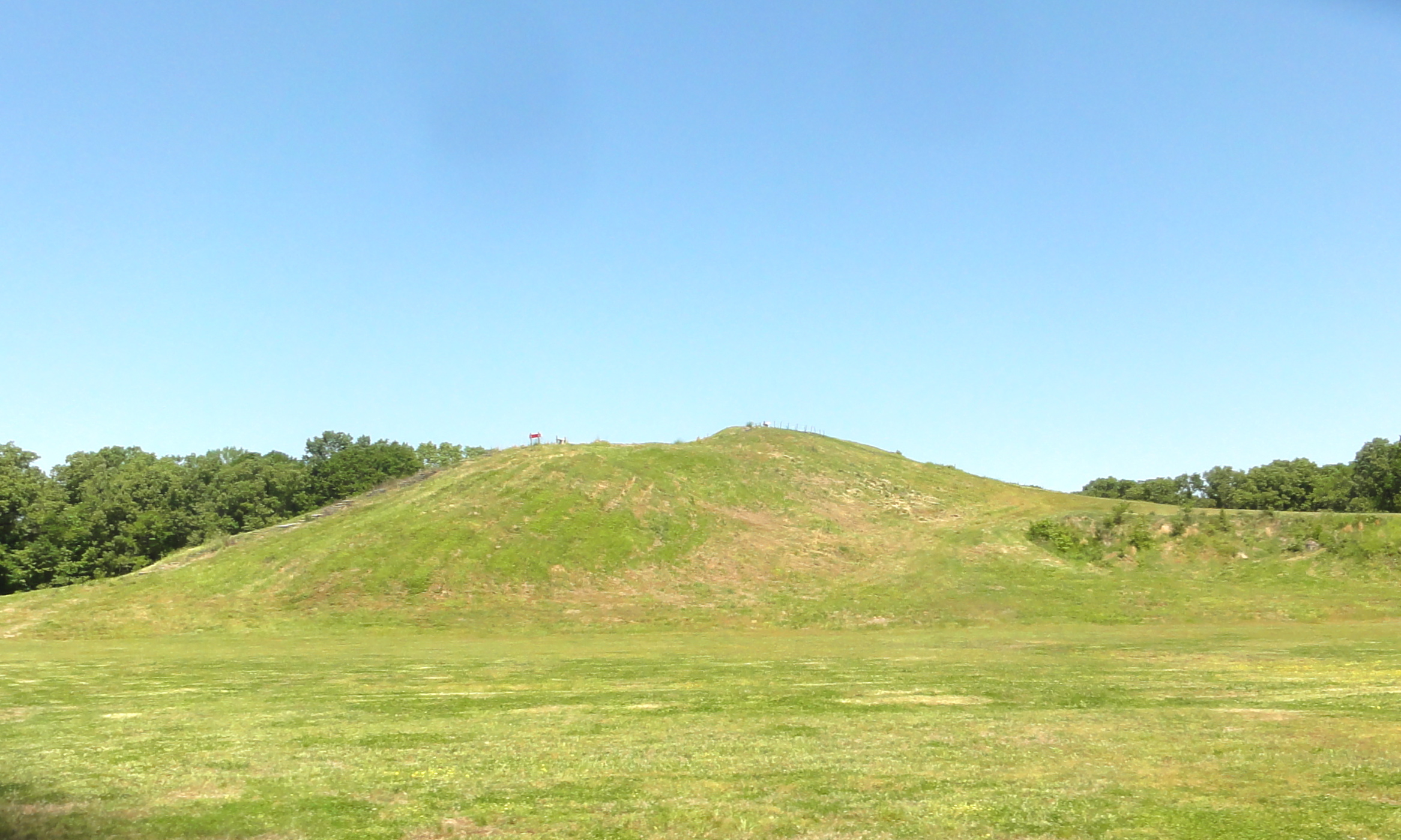
Poverty Point, el montículo de datación más antigua.
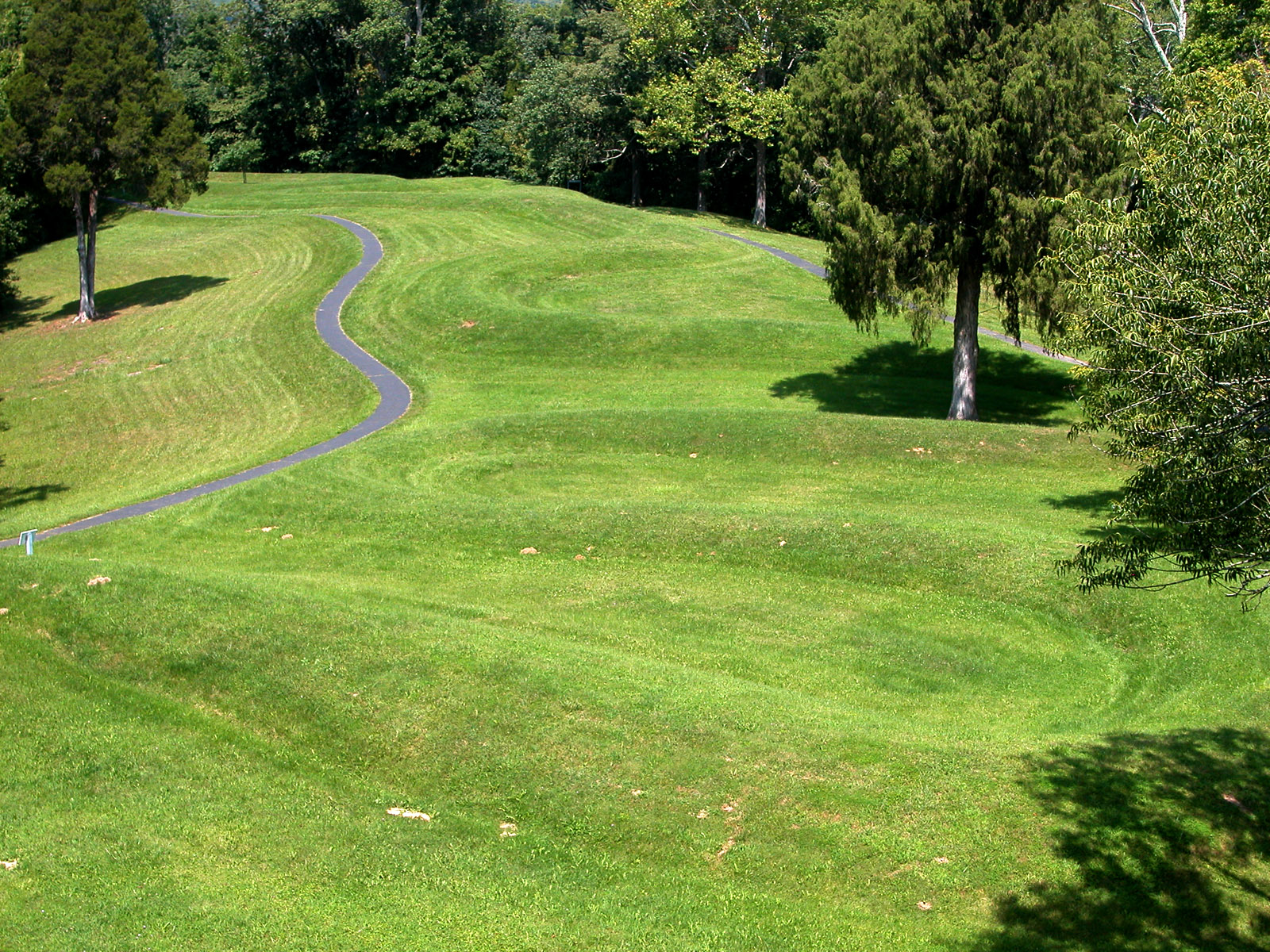
El Montículo de la Serpiente, símbolo de la cultura Adena.
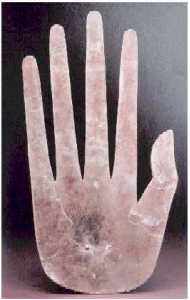
Mano recortada en mica de la cultura Hopewell.
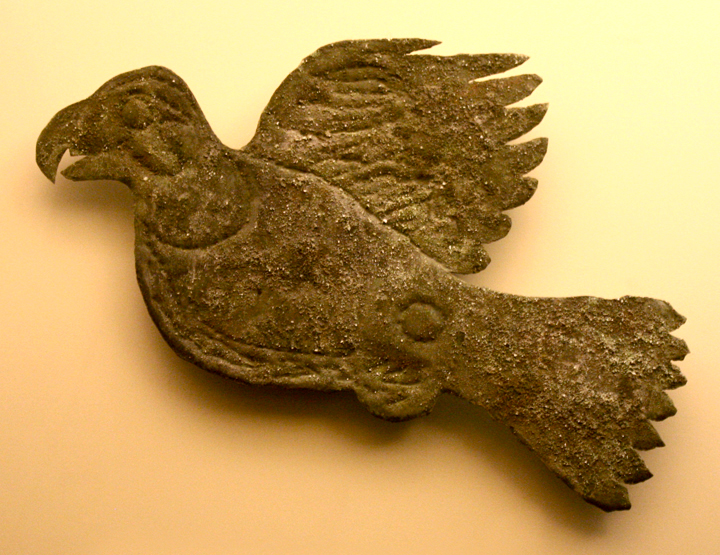
Ave rapaz de la cultura Hopewell.

- La cultura misisipiana: se dio entre el año 500 y el 1500 en un extensísimo territorio del sureste que abarcaba desde Tennessee hasta Oklahoma, aunque su periodo de máximo esplendor se dio en el siglo xiii. A veces se conoce también como cultura de los indios Natchez. Su centro neurálgico era la ciudad de Cahokia (San Luis Este, Illinois), que en sí misma era una enorme elevación que albergaba a más de 30 000 personas. Estaba fuertemente protegida y en su interior había numerosos montículos llamados monks. Se trataba, posiblemente, de lugares de culto, con la cima plana, donde se levantó, en su momento, algún templo. Uno de esos monks era de enormes dimensiones (300 metros de largo por 30 metros de alto) y tuvo varios templos en la cúspide de su terraza, algunos de gran tamaño.

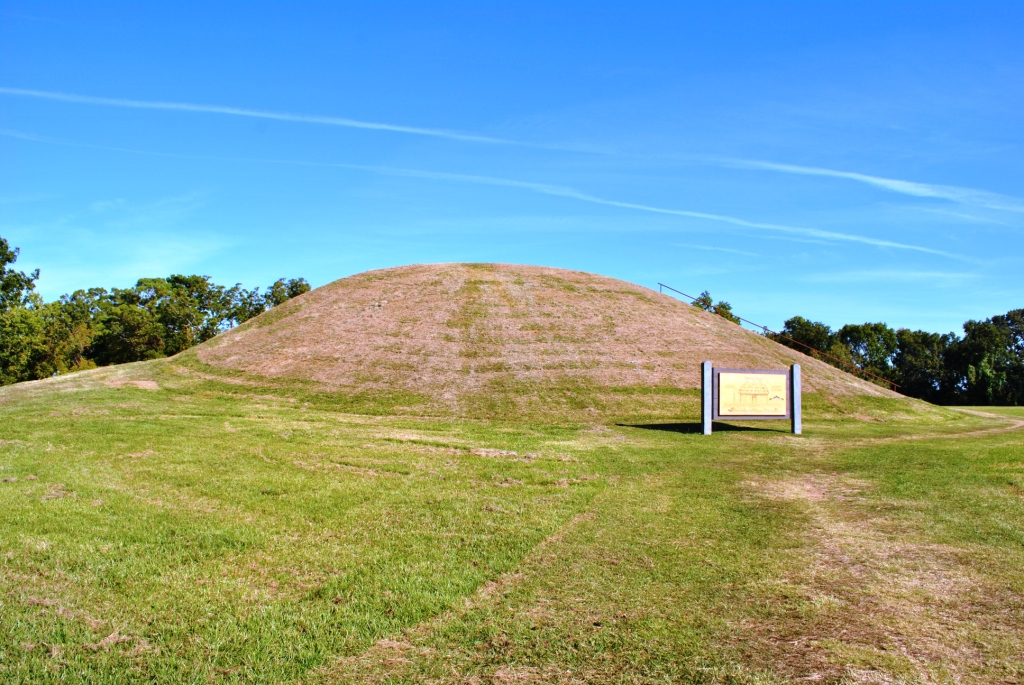
El gran Montículo Esmeralda, de la Cultura de Misisipi.
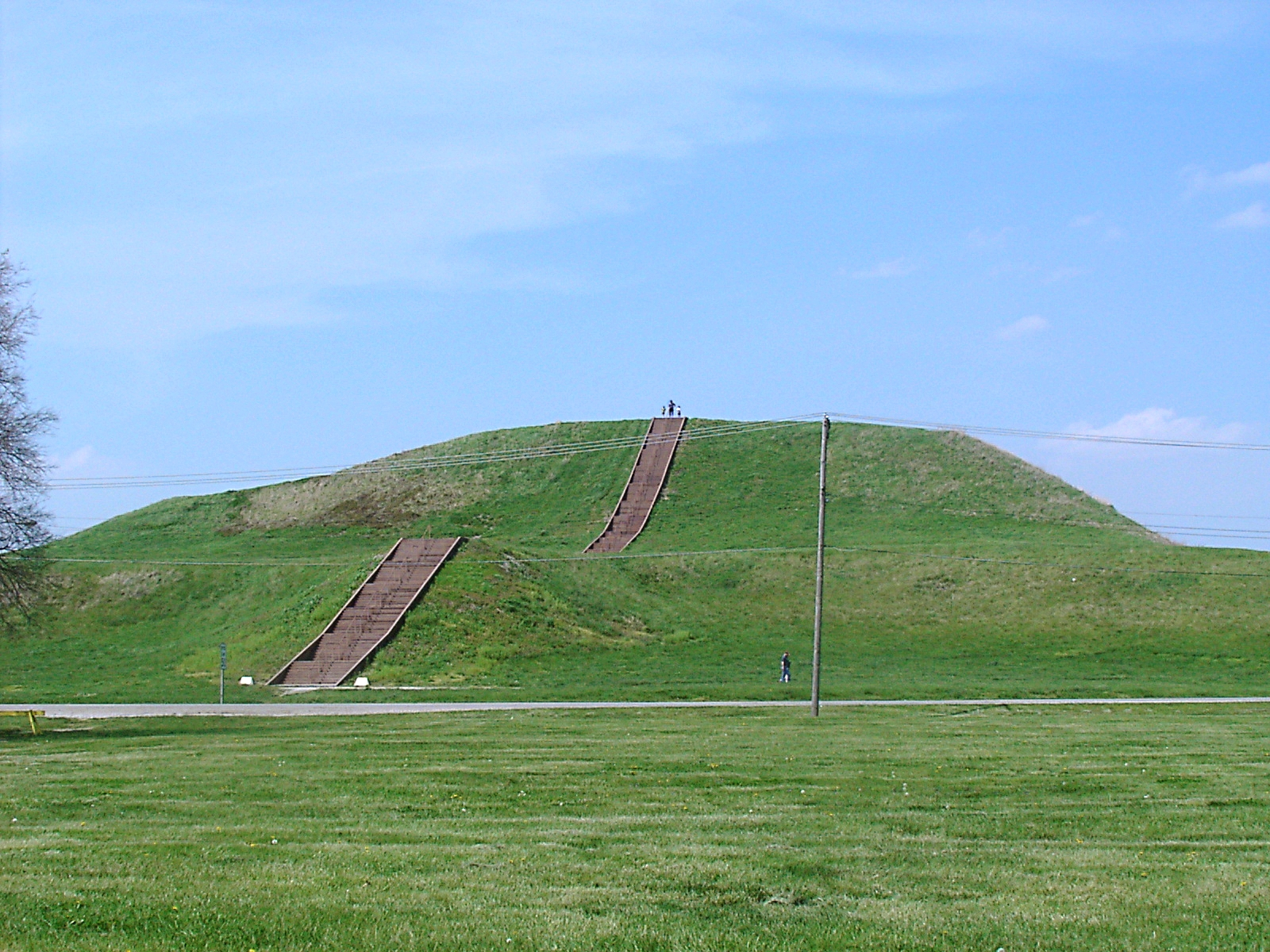
Montículo aterrazado: monk, de la Cultura de Misisipi.
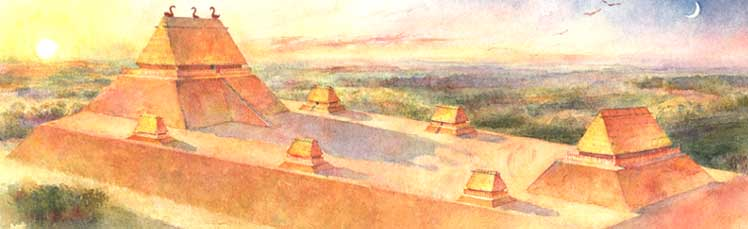
Reconstrucción del mayor monk de la ciudad de Cahokia.
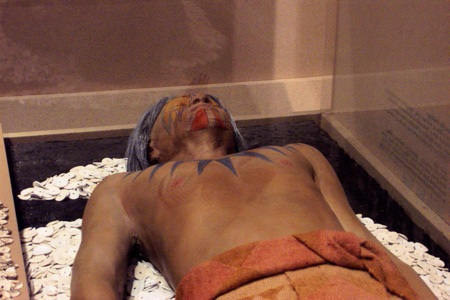
Reconstrucción de la tumba del Sacerdote-pájaro cahokia.